# Kallesmærsk Hede, Grærup Langsø, Fiilsø og Kærgård Klitplantage
Kallesmærsk Hede, Grærup Langsø, Fiilsø og Kærgård Klitplantage este o arie protejată (arie specială de conservare — SAC, sit de importanță comunitară — SCI) din Danemarca întinsă pe o suprafață de 11.636 ha, integral pe uscat.

## Localizare
Centrul sitului Kallesmærsk Hede, Grærup Langsø, Fiilsø og Kærgård Klitplantage este situat la coordonatele 55°38′46″N 8°11′28″E / 55.646111°N 8.191111°E.

## Înființare
Situl Kallesmærsk Hede, Grærup Langsø, Fiilsø og Kærgård Klitplantage a fost declarat sit de importanță comunitară în februarie 1998 pentru a proteja 1 specie de animale. Situl a fost protejat și ca arie specială de conservare în decembrie 2011.

## Biodiversitate
Situată în ecoregiunea atlantică, aria protejată conține 28 de habitate naturale: Lacuri și iazuri distrofice naturale, Păduri aluvionare cu Alnus glutinosa și Fraxinus excelsior (Alno-Padion, Alnion incanae, Salicion albae), Dune de coastă cu Juniperus spp., Formațiuni de Juniperus communis pe lande sau pajiști calcaroase, Dune mobile cu vegetație embrionară, Dune de coastă fixe cu vegetație erbacee („dune gri”), Dune cu Salix repens ssp. argentea (Salicion arenariae), Dune cu Hyppophaë rhamnoides, Dune mobile de-a lungul țărmului cu Ammophila arenaria („dune albe”), Mlaștini turboase de tranziție și turbării mișcătoare, Izvoare petrifiante cu formare de travertin (Cratoneurion), Dune fixe decalcificate cu Empetrum nigrum, Depresiuni intradunale umede, Ape oligotrofe din câmpii nisipoase, cu un conținut foarte redus de minerale (Littorelletalia uniflorae), Lacuri eutrofice naturale cu vegetație de tip Magnopotamion sau Hydrocharition, Mlaștini alcaline, Mlaștini împădurite, Dune împădurite din regiunile atlantică, continentală și boreală, Păduri acidofile de stejar bătrân cu Quercus robur pe câmpii nisipoase, Pășuni atlantice udate de apa mării (Glauco-Puccinellietalia maritimae), Formațiuni ierboase bogate în specii de Nardus, dezvoltate pe substraturi silicioase în zone montane (și în zone submontane, în Europa continentală), Ape stătătoare oligotrofe până la mezotrofe, cu vegetație de Littorelletea uniflorae și/sau de Isoëto-Nanojuncetea, Pajiști cu Molinia pe soluri calcaroase, turboase sau argilos-nămoloase (Molinion caeruleae), Pajiști uscate europene, Depresiuni pe substraturi de turbă de Rhynchosporion, Liziere de ierburi înalte hidrofile de câmpie și de nivel montan până la alpin, Cursuri de apă de la nivel de câmpie la nivel montan, cu vegetație Ranunculion fluitantis și Callitricho-Batrachion, Pajiști umede nord-atlantice cu Erica tetralix.
La baza desemnării sitului se află o specie protejată de  mamifere: vidră de râu (Lutra lutra).